# Verena Issel
Verena Issel (* 16. Juni 1982 in München) ist eine in Deutschland lebende und arbeitende norwegische Objekt- und Installationskünstlerin.

## Werdegang
Verena Issel absolvierte von 2002 bis 2011 an der Hochschule für Bildende Künste Hamburg (HfBK) und an der Universität Hamburg ein Doppelstudium, Bildende Kunst und klassische Philologie (Latein und Altgriechisch). 2005 und 2006 absolvierte sie Gastsemester an der Faculdade de Belas Artes in Lissabon. 2011 beendete sie nach einem Austauschsemester an der China Academy of Art in Hangzhou ihr Kunststudium mit Auszeichnung. Die Fächer Bildhauerei und Installation studierte sie bei Pia Stadtbäumer, Andrea Tippel, Franz Erhard Walther und Michaela Melián. Film und Video bei Gerd Roscher und Wim Wenders.
Ihre vielseitige künstlerische Arbeit besteht aus Rauminstallationen, Malereien, Materialbildern, Reliefen und Filmen. Außer in Deutschland stellte sie in Norwegen, England, der Ukraine, Island, Japan, Korea, China, Portugal und mehr aus.
Bundesweite Aufmerksamkeit auch außerhalb der Kunstszene erreichte sie mit ihrer Aktion „Art Boy 2010“, für die sie zwölf ihrer Hamburger Kommilitonen für kunstvoll und ironisch arrangierte Aktbilder fotografieren ließ, in denen sie Zitate der Kunstgeschichte wie den toten Hasen von Joseph Beuys oder das schwarze Quadrat von Malewitsch versteckte.

## Einzelausstellungen
(Auswahl)
- 2009 More Moor, Installation Ausstellungsraum Trottoir, Hamburg[3]
- 2010 Wege, Acker, Garten, Schutt, Galerie Melike Bilir, Hamburg

## Gruppenausstellungen
(Auswahl)
- 2009 Krabben im Nebel, Kunstverein Ettlingen
- 2009 Pudel Art Basel, Golden Pudel Club, Hamburg
- 2009 33 Jahre Mauerfall, Golden Pudel Club, Hamburg
- 2009 Gut Schuss, Dockville Hamburg für das Hamburger Kunst- und Musikfestival „Dockville“
- 2008 Maximal Art - Che cazzo voi! Theorielastige Jungkunst, Kunst und Kulturverein Linda, hamburg
- 2005 Almost Perfect Conditions, Galerie der Hochschule für Bildende Künste, Hamburg

## Publikationen
- 2009 Art Boy 2010, 12 Kalenderblätter, 4-farbig, Textem Verlag, Idee und Konzept: Verena Issel; Fotografie: Kathrin Brunnhofer und Fabienne Mueller, Gestaltung: Julia Gordon[4]

## Auszeichnungen
- 2010 Master-Stipendium der Karl-Heinz-Dietze-Stiftung[5]
- 2012 Aufenthaltsstipendium im Künstlerhaus Lauenburg